# Kael Becerra
Pour les articles homonymes, voir Kael.
Kael Alejandro Becerra Rojas (né le 4 novembre 1985 à Santiago du Chili) est un athlète chilien, spécialiste du sprint. 

## Biographie
En tant que junior, il a participé aux Championnats du monde de Grosseto en 2004 (éliminé en série) et auparavant aux championnats jeunesse de Debrecen en 2001 (100 et 200 m).
Il a remporté les championnats espoirs sud-américains en 2006 sur 100 m.
Sur 60 m, il a participé aux Championnats du monde en salle à Valence en 2008 (demi-finaliste) et à Moscou en 2006 (également demi-finaliste).
Médaille d'argent en finale des Championnats ibéro-américains de Ponce en 2006, avec 10 s 32, il termine 4e du 200 m des mêmes championnats.
Médaille d'argent lors des Championnats d'Amérique du Sud d'athlétisme 2011 à Buenos Aires sur 100 m, il avait obtenu la médaille de bronze lors des Championnats ibéro-américains à Iquique, dans son propre pays. Il a également remporté trois médailles lors des Jeux sud-américains.

### Palmarès
| Date | Compétition                    | Lieu         | Résultat | Épreuve | Performance |
| ---- | ------------------------------ | ------------ | -------- | ------- | ----------- |
| 2006 | Championnats ibéro-américains  | Ponce        | 2e       | 100 m   | 10 s 32     |
| 2006 | Championnats ibéro-américains  | Ponce        | 4e       | 200 m   | 21 s 05     |
| 2006 | Championnats d'Amérique du Sud | Tunja        | 2e       | 100 m   | 10 s 50     |
| 2008 | Championnats ibéro-américains  | Iquique      | 3e       | 100 m   | 10 s 62     |
| 2009 | Championnats d'Amérique du Sud | Lima         | 3e       | 200 m   | 21 s 32     |
| 2011 | Championnats d'Amérique du Sud | Buenos Aires | 2e       | 100 m   | 10 s 41     |

### Records
Son meilleur temps sur 100 mètres est de 10 s 26 à Bogota, le 6 mai 2011, et il a également réalisé 20 s 87 sur 200 mètres à Santiago de Cuba en 2006.
Sur 60 m en salle, son record est de 6 s 61 à Valence en février 2007.